# Juri Alexejewitsch Sokolow
Juri Alexejewitsch Sokolow (russisch Соколов, Юрий Алексеевич; * 23. Februar 1961 in Leningrad; † 14. März 1990 ebenda) war sowjetischer Judoka. Er war 1985 Weltmeister, 1986 Europameister und 1987 Weltmeisterschaftszweiter im Halbleichtgewicht, der Gewichtsklasse bis 65 Kilogramm.

## Sportliche Karriere
Juri Sokolow war 1978 Kadetteneuropameister in der Gewichtsklasse bis 53 Kilogramm und 1979 Zweiter der Junioreneuropameisterschaften in der Gewichtsklasse bis 60 Kilogramm. 1983 gewann er, nun im Halbleichtgewicht startend, die Spartakiade, die als internationales vorolympisches Turnier angelegt war; allerdings gingen alle Medaillen an sowjetische Judoka. An den Olympischen Spielen 1984 in Los Angeles nahmen wegen des Olympiaboykotts keine Sportler aus der Sowjetunion teil.
Bei den Europameisterschaften 1985 in Hamar unterlag Sokolow im Viertelfinale dem Franzosen Marc Alexandre. Über die Hoffnungsrunde erreichte er den Kampf um Bronze, den er gegen Andreas Paluschek aus der DDR verlor. Der 1,72 m große Juri Sokolow gewann 1985 seinen einzigen sowjetischen Meistertitel. Bei den Weltmeisterschaften in Seoul bezwang er im Viertelfinale den Italiener Sandro Rosati, im Halbfinale den Polen Janusz Pawłowski und im Finale den Südkoreaner Lee Kyung-keun. Im Mai 1986 fanden in Belgrad die Europameisterschaften 1986 statt. Sokolow siegte im Halbfinale gegen Andreas Paluschek aus der DDR und im Finale gegen Joachim Brenner aus der Bundesrepublik Deutschland. Bei den Goodwill Games 1986 in Moskau erreichte Sokolow das Finale in der Gewichtsklasse bis 71 Kilogramm und verlor dann gegen seinen Landsmann Igor Shkarin. Im November 1986 erreichte er beim Jigoro Kano Cup das Finale in der Gewichtsklasse 65 Kilogramm und unterlag dem Japaner Yōsuke Yamamoto.
Bei den Europameisterschaften 1987 in Paris trat Sokolow wieder in der Gewichtsklasse bis 71 Kilogramm an und verlor den Kampf um Bronze gegen Sven Loll aus der DDR. Bei den Weltmeisterschaften in Essen kämpfte Sokolow wieder in der Gewichtsklasse bis 65 Kilogramm. Im Viertelfinale bezwang er den Franzosen Jean-Pierre Hansen und im Halbfinale den Taiwanesen Lin Shyh-Ming. Im Finale traf er auf Yōsuke Yamamoto und verlor wie beim Jigoro Kano Cup im Vorjahr. 1988 trat Sokolow bei den Olympischen Spielen in Seoul in der Gewichtsklasse bis 65 Kilogramm an. Er verlor seinen Auftaktkampf gegen den Franzosen Bruno Carabetta durch eine Große Wertung (waza-ari).